# Stuibensee
Der Stuibensee ist ein kleiner, oberhalb der Baumgrenze gelegener Karsee im Wettersteingebirge auf dem Gemeindegebiet von Garmisch-Partenkirchen, Gemarkung Garmisch. Der See liegt am Ausgang des Grieskars unterhalb des Hohen Gaif und zwischen der Alpspitze im Westen und dem Stuibenkopf im Osten. Er besitzt keine oberirdischen Zu- und Abflüsse. Die Umgebung des Sees, an dessen Nordseite ein Wanderweg zum Bernadeinkopf und weiter zur Alpspitze vorbeiführt, besteht aus Wettersteinkalk und ist verkarstet.
Nahe dem See befinden sich Moränenwälle eines ehemaligen Lokalgletschers (Grieskargletscher) aus dem frühen Holozän.
Der See befindet sich im Almgebiet; gelegentlich kann man die Kuhherde baden sehen.

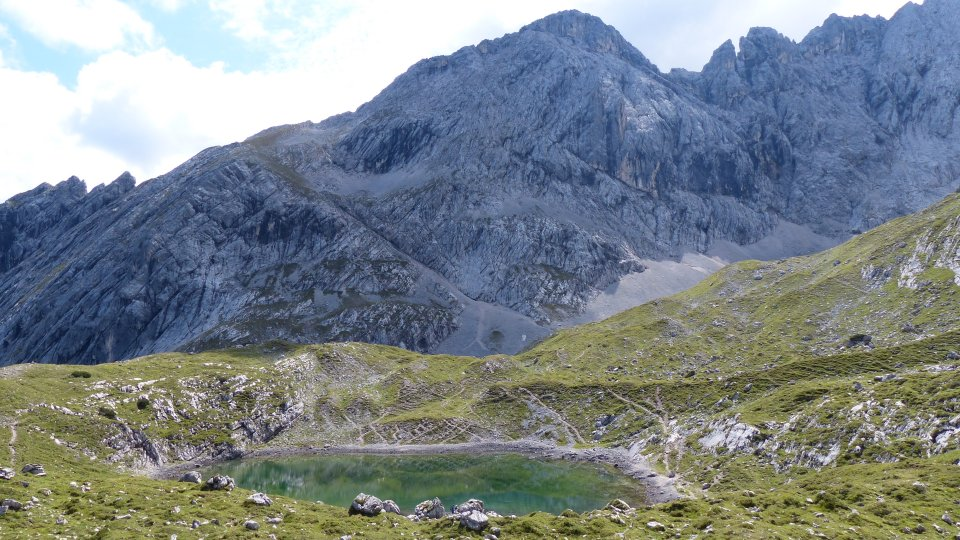
Stuibensee vor dem Hohen Gaif. Hinter dem See rechts zeichnet sich ein Moränenwall dunkel ab.